# زیردریایی یو-۵۸۰
زیردریایی یو-۵۸۰ (به انگلیسی: German submarine U-580) یک زیردریایی بود که طول آن ۶۷٫۱ متر (۲۲۰ فوت ۲ اینچ) بود. این زیردریایی در سال ۱۹۴۱ ساخته شد.